# Безпідставне збагачення
Реститу́ція та Безпідста́вне збага́чення — набуття майна однією особою за рахунок іншої без достатньої правової підстави. 
Найчастіше безпідставне збагачення зустрічається як наслідок одержання громадянином або організацією того, що їм не належить, наприклад, боргу, який не існував, або суми, що перевищує справжню суму боргу. Особа, яка безпідставно одержала майно, повинна повернути майно або його вартість і прибутки, які вона мала чи могла мати внаслідок безпідставного збагачення (ст. 399 Цив. код. УРСР). Якщо безпідставне збагачення виникає в результаті незаконних дій або договорів, укладених на шкоду державі, воно стягується на користь держави (ст. 147 і 402 Цив. код. УРСР).
Наразі зазначене положення закріплене в главі 83 Цивільного кодексу України, за якою особа, яка набула майно або зберегла його у себе за рахунок іншої особи (потерпілого) без достатньої правової підстави (безпідставно набуте майно), зобов'язана повернути потерпілому це майно. Особа зобов'язана повернути майно і тоді, коли підстава, на якій воно було набуте, згодом відпала (ст. 1212 ЦК)